# Gustav Killian
Gustav Killian (Magonza, 2 giugno 1860 – Berlino, 24 febbraio 1921) è stato un medico tedesco.

## Biografia
Formatosi presso l'Università di Freiburg-im-Breisgau, è noto per gli importanti progressi nella diagnosi e nel trattamento di affezioni laringee e soprattutto nella diagnosi e nella rimozione di corpi estranei bronchiali. È considerato il padre della broncoscopia, inaugurata nel 1887 con l'esplorazione delle vie aeree attraverso uno strumento rigido.
La sua attività rivoluzionaria in ambito broncoscopico gli consente di raggiungere il titolo di professore presso l'Università di Berlino.

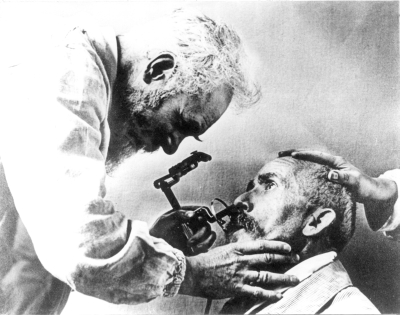
Killian mentre visita un paziente, in preparazione per la broncoscopia

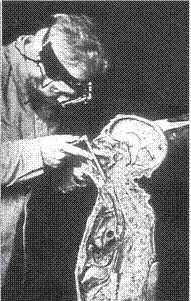
Killian dimostra la broncoscopia rigida ad una preparazione anatomica